# Vražje dekle
Ilka Vašte je ena najplodovitejših slovenskih romanopisk, s svojimi deli pa sega v sam vrh slovenskih zgodovinskih romanov.
Vražje dekle je en izmed njenih bolj znanih zgodovinskih romanov, kjer je dogajanje postavljeno v 17. stol na grad Bogenšperk. Opisuje življenje in delo Valvasorja in njegove ljubljenke, »vražjega« dekleta, ki mu pomaga pri njegovih poskusih in poslanstvu, za katerega je živel. Doživeto in mamljivo doživimo vzpon in propad bogenšperške graščine  in njenih prebivalcev, vse skupaj pa je odlično zgodovinsko umeščeno v deželo Kranjsko v tistem času. 